# Kevin DuBrow
Kevin Mark DuBrow (ur. 29 października 1955 w Hollywood, zm. 25 listopada 2007 w Las Vegas) – amerykański wokalista rockowy. W latach 1975–2007 był głównym wokalistą heavymetalowego zespołu Quiet Riot. 

## Życiorys
Urodził się i dorastał w Hollywood w Kalifornii w rodzinie żydowskiej jako syn Laury Lee (z domu Gotthalf) i Alvina Leona Dubrowa. Jego młodszy brat, Terry J. Dubrow (ur. 14 września 1958), został chirurgiem plastycznym.
Zaczął grać na gitarze w wieku trzynastu lat i słuchał takich zespołów jak Small Faces i Spooky Tooth. Karierę solową rozpoczął piosenką „Stars” w 1985.
Śmierć Kevina potwierdził perkusista Frankie Banali. Ciało zostało znalezione w jego domu w Las Vegas. Przyczyną śmierci było przypadkowe przedawkowanie kokainy. W 2006 piosenkarz został sklasyfikowany na 99. miejscu listy 100 najlepszych wokalistów wszech czasów według Hit Parader.